# Deidre Holland
Deidre Holland (née 1966 à Amersfoort aux Pays-Bas) est une actrice néerlandaise de films pornographiques. 
Elle est récompensée de plusieurs AVN Awards et est membre de l'AVN Hall of Fame. De 1989 à 1994, elle a étét mariée avec l'acteur Jon Dough. Elle est également apparue dans des films non pornographiques.

## Récompenses
- 1991 AVN Best Supporting Actress - pour le film Veil[2].
- 1992 XRCO Meilleure scène femme-femme Girl-Girl Scene for Chameleons: Not The Sequel[3] avec Ashlyn Gere.
- 1993 AVN Meilleure scène entre femmes pour le film Chameleons: Not The Sequel[4] avec Ashlyn Gere.

## Filmographie sélective
- 1989 : Bushwhackers
- 1990 : Where the Boys Aren't 2
- 1991 : City of Sin 1
- 1992 : Lez Go Crazy
- 1992 :  Chameleons
- 1993 : Women
- 1994 : Totally Naked
- 1995 : Double Crossed
- 1996 : American Dream Girls 6 (compilation)
- 1998 : Sextasy 9: Eager Beavers (compilation)
- 2000 : Best of the Vivid Girls 30 (compilation)
- 2007 : Vivid Girls 1 (compilation)
- 2009 : Fuck Cuts - The 90's (compilation)
- 2012 : Super Stud Spectacular: Tom Byron (compilation)